# Barbarafeier

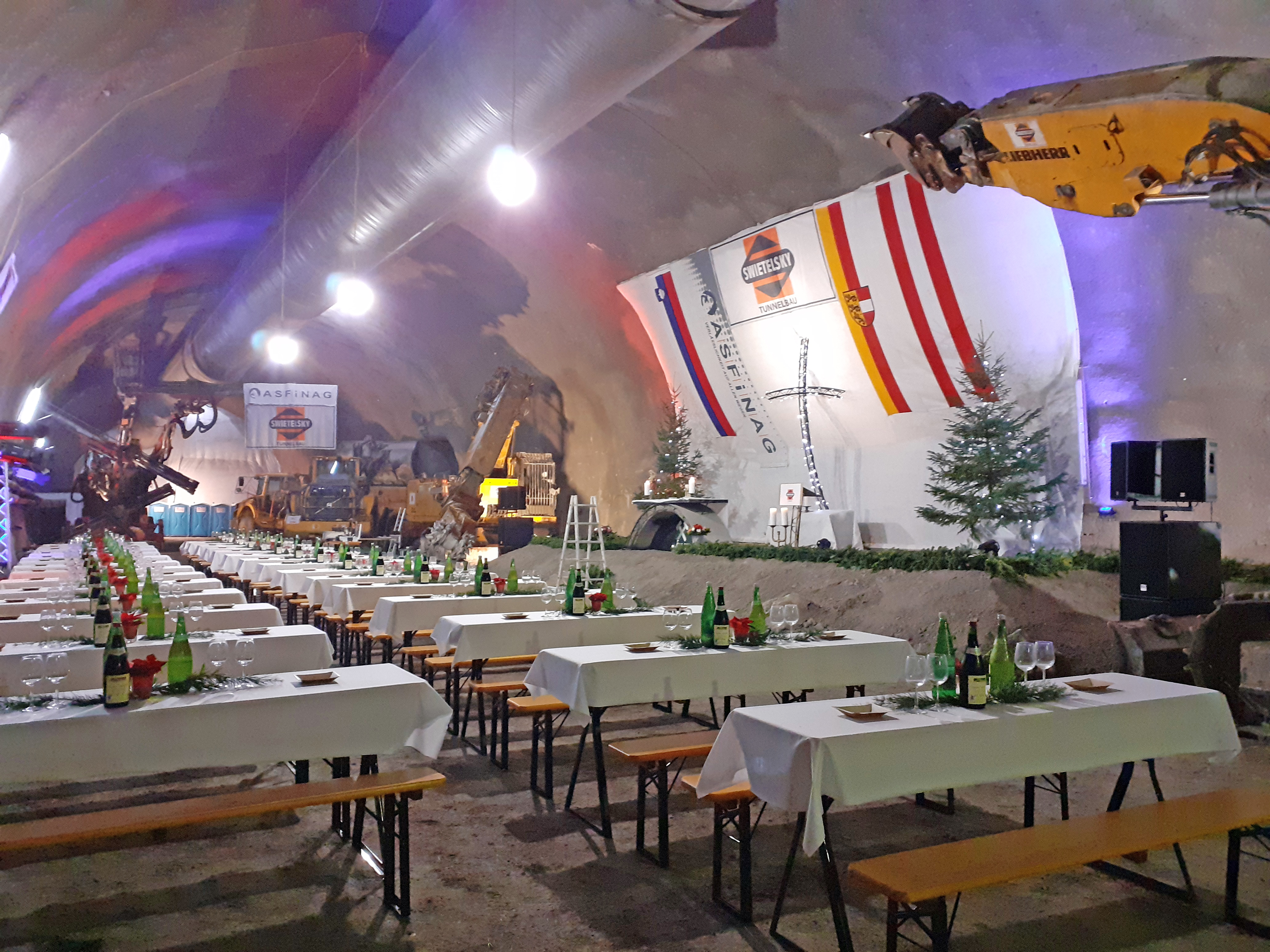
Feierraum einer Barbarafeier

Die Barbarafeier, auch Barbarafest genannt, ist eine traditionelle Feier, die die Bergleute am 4. Dezember zu Ehren ihrer Berufspatronin, der heiligen Barbara, begehen. Die Feier ist ein alter Weihnachtsbrauch, der in vielen Bergrevieren zudem das populärste Fest der Bergleute ist.

## Grundlagen und Geschichte
Die Bergleute verehren schon seit mehreren hundert Jahren die heilige Barbara als ihre Berufspatronin, da sie im Bergmannsglauben unter anderem auch eine große Rolle als Spenderin reichen Bergsegens gilt. Die ersten Barbarafeste wurden bereits in der zweiten Hälfte des 18. Jahrhunderts gefeiert. In den Bergrevieren Oberschlesiens waren die Bergleute bereits seit 1861 am Barbaratag zu einem Kirchgang verpflichtet, die eigentlichen Barbarafeiern wurden erst seit dem letzten Jahrzehnt des 19. Jahrhunderts durchgeführt. In den westdeutschen Montangebieten wurde diese Tradition erst relativ spät, in der ersten Hälfte des 20. Jahrhunderts, eingeführt. Vorreiter dieser Feierlichkeit in den Kohlebergbaurevieren war das Saarland, in dem in 1930 in der Ortschaft Altenkessel erstmals für diese Region eine Barbarafeier vom dort ansässigen katholischen Bergmannsverein durchgeführt wurde. Im Ruhrrevier wurden erste Feierlichkeiten zu Ehren der heiligen Barbara erst viele Jahre später durchgeführt. So sind hier die ersten Barbarafeste für das Jahr 1950 datiert. Heute werden Barbarafeiern auch in vielen Bergbauregionen, in denen es keinen aktiven Bergbau mehr gibt, alljährlich durchgeführt. Neben den Bergleuten begehen auch die Artilleristen dieses traditionelle Fest.

## Ablauf der Feier
Die Barbarafeier wird je nach Bergbauregion unterschiedlich durchgeführt. In einigen Regionen beginnen die Bergleute die Feier mit einem feierlichen Aufmarsch zur Kirche. Traditionell tragen die Bergleute hierfür und für die weiteren Festlichkeiten ihre Bergmannstracht. In der Kirche wird dann ein gemeinsamer Gottesdienst zu Ehren der heiligen Barbara abgehalten. Der Gottesdienst wird mit dem gemeinsamen Barbaragebet beendet. Anschließend wird dann in einem Raum, früher nutzte man dazu die Räume des Huthauses, einige Stunden in fröhlicher Gemeinschaft gefeiert. Zu Beginn dieser Feierlichkeit werden in einigen Bergbauregionen an die Teilnehmer der Feier Barbarazweige verteilt, die diese nach der Feier mit nach Hause nehmen, um sie dort in ein mit Wasser gefülltes Gefäß zu stellen. Während der weiteren Feierlichkeiten wird ein bescheidenes Festessen mit Brot, Brötchen und Wurst gereicht. Dazu gibt es Bier und den Bergmannsschnaps. Im Laufe der Jahre hat sich die Barbarafeier in einigen Bergbauregionen gewandelt von der traditionellen Feier zur modernen Feier. Diese modernen Feiern ähneln oftmals einer Betriebsfeier mit Ansprachen und Ehrungen. Anschließend gibt es Tanzmusik und es wird getanzt.